# Weapon
weapon è un singolo del gruppo musicale statunitense Against the Current, pubblicato il 10 marzo 2021 dalla Fueled by Ramen. Il 21 aprile hanno pubblicato una versione acustica del brano.

## Tracce
Versione originale
1. weapon – 3:17

Versione acustica
1. weapon (acoustic) – 3:40

## Video musicale
Un video musicale, diretto da Ryan Valdez, è stato pubblicato contemporaneamente alla pubblicazione del singolo. Il 21 aprile è uscito un video anche per la versione acustica.

## Formazione
- Chrissy Costanza – voce solista
- Daniel Gow – chitarra, cori
- William Ferri – batteria, cori